# Everard Endt
Everard Coenraad „Ducky“ Endt (* 7. April 1893 in Zaandam, Niederlande; † 16. September 1980 in Baden-Baden, Deutschland) war ein US-amerikanischer Segler.

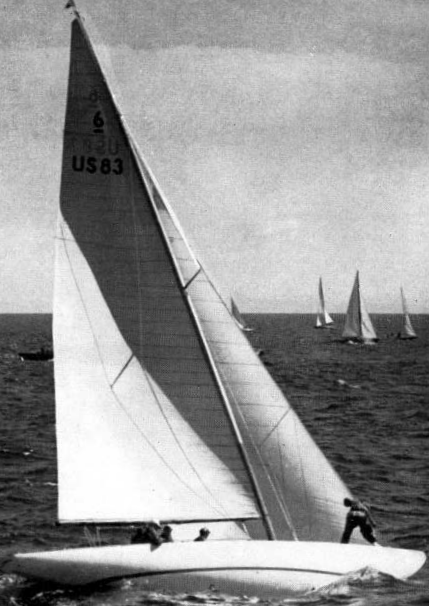
6mR Yacht Llanoria, US 83, Goldmedaille 1952

## Erfolge
Everard Endt nahm in der 6-Meter-Klasse an den Olympischen Spielen 1952 in Helsinki teil und wurde in dieser Olympiasieger. Er war dabei Crewmitglied der Llanoria unter Skipper Herman Whiton. Der Llanoria gelangen in sieben Wettfahrten unter anderem drei Siege, sodass sie die Regatta mit 4870 Gesamtpunkten vor der von Finn Ferner angeführten Elisabeth X aus Norwegen und der Ralia aus Finnland mit Skipper Ernst Westerlund auf dem ersten Platz beendete. Emelyn Whiton ersetzte in einer Wettfahrt John Morgan, während die übrigen Crewmitglieder Eric Ridder und Julian Roosevelt alle Wettfahrten bestritten.
Endt emigrierte aus den Niederlanden in die Vereinigten Staaten und erhielt im Oktober 1933 die US-amerikanische Staatsbürgerschaft.